# 井場友和
井場 友和（いば ともかず、1976年8月27日 - ）は、熊本県宇城市出身の元プロ野球選手（投手）。右投右打。

## 経歴

### プロ入り前
小学5年から投手として野球を始め、中学はリトルリーグでプレー。
九州学院高ではエースになるも3年夏は県大会初戦で敗退した。
高校卒業後は、福岡大学へ進む。大学選手権に出場するが、初戦で龍谷大学に敗れている。
大学卒業後は、社会人野球の富士重工業に入団。2000年にはシドニーオリンピック野球の補充選手となる。また、同年の都市対抗野球では2回戦まで進出した。同年のプロ野球ドラフト会議では日本ハムファイターズを逆指名し1位で入団。

### 日本ハム時代
速球と、キレのあるフォークボール、カーブを武器に、1年目の2001年から活躍。同年は40試合に登板し、4勝3敗4セーブ、防御率2.53の成績を残した。
2002年は芝草宇宙とともに抑えも務め、前年よりは安定感を欠いたものの45試合に登板し、1勝2敗11セーブをマークした。
2003年以降は制球力が低下し、この年は3試合の登板にとどまった。
2004年はチームの本拠地が東京ドームから札幌ドームに移転した。移転1年目の同年は39試合に登板したが、防御率4点台と安定感を欠いた。また、この年からパ・リーグに先行導入されたプレーオフでは第1ステージの西武ライオンズとの対戦で第1戦にホセ・フェルナンデスに満塁本塁打を打たれるなど、ここでも安定感を欠いた。結局第3戦でチームは敗れプレーオフ敗退となった。
2005年も安定感のなさは変わらず、22試合の登板に終わった。オフに入籍した。
2006年シーズンは前年後半から台頭した武田久、読売ジャイアンツから移籍してきた岡島秀樹、抑えのマイケル中村らの活躍もあり、プロ入り初の1軍登板なしでシーズンを終えた。9月29日に戦力外通告を受けた。

### 台湾時代
2007年、芝草と同様に、台湾の興農ブルズと契約し、9勝（9敗）を挙げ、防御率はリーグ3位の2.67という活躍を見せたもののシーズン中の9月に退団。
2008年、興農と再契約。しかし、5月7日付けで退団となった。同年7月16日付で、四国・九州アイランドリーグの長崎セインツに入団。

### 独立リーグ時代
入団後は12試合に登板して4勝5敗、防御率3.42であった。シーズン終了後、球団より翌年の契約を結ばない旨を通告され、退団。11月11日、12球団合同トライアウトを受験した。しかし獲得する球団は現れなかった。

### 引退後
その後は熊本市のスポーツDEPOにてアドバイザリースタッフを務めている。

## 詳細情報

### 年度別投手成績
| 年 度     | 球 団     | 登 板 | 先 発 | 完 投 | 完 封 | 無 四 球 | 勝 利 | 敗 戦 | セ 丨 ブ | ホ 丨 ル ド | 勝 率 | 打 者 | 投 球 回 | 被 安 打 | 被 本 塁 打 | 与 四 球 | 敬 遠 | 与 死 球 | 奪 三 振 | 暴 投 | ボ 丨 ク | 失 点 | 自 責 点 | 防 御 率 | W H I P |
| --------- | --------- | ----- | ----- | ----- | ----- | -------- | ----- | ----- | -------- | ----------- | ----- | ----- | -------- | -------- | ----------- | -------- | ----- | -------- | -------- | ----- | -------- | ----- | -------- | -------- | ------- |
| 2001      | 日本ハム  | 40    | 0     | 0     | 0     | 0        | 4     | 3     | 4        | --          | .571  | 194   | 46.1     | 38       | 4           | 19       | 0     | 0        | 46       | 2     | 0        | 15    | 13       | 2.53     | 1.23    |
| 2002      | 日本ハム  | 45    | 0     | 0     | 0     | 0        | 1     | 2     | 11       | --          | .333  | 183   | 45.1     | 37       | 10          | 11       | 0     | 1        | 60       | 2     | 0        | 20    | 19       | 3.77     | 1.06    |
| 2003      | 日本ハム  | 3     | 0     | 0     | 0     | 0        | 0     | 0     | 0        | --          | ----  | 15    | 2.1      | 8        | 2           | 1        | 0     | 0        | 4        | 0     | 0        | 6     | 6        | 23.14    | 3.86    |
| 2004      | 日本ハム  | 39    | 0     | 0     | 0     | 0        | 2     | 1     | 0        | --          | .667  | 239   | 54.0     | 54       | 9           | 29       | 0     | 1        | 65       | 6     | 0        | 29    | 29       | 4.83     | 1.54    |
| 2005      | 日本ハム  | 22    | 0     | 0     | 0     | 0        | 1     | 1     | 0        | 2           | .500  | 94    | 20.2     | 22       | 0           | 15       | 0     | 0        | 15       | 4     | 0        | 12    | 11       | 4.79     | 1.79    |
| 2007      | 興農      | 24    | 23    | 3     | 0     | 0        | 9     | 9     | 1        | 0           | .500  | 591   | 138.0    | 148      | 7           | 33       | 1     | 6        | 97       | 9     | 2        | 66    | 41       | 2.67     | 1.31    |
| 2008      | 興農      | 7     | 7     | 0     | 0     | 0        | 1     | 3     | 0        | 0           | .250  | 159   | 33.2     | 47       | 0           | 9        | 0     | 2        | 17       | 3     | 0        | 30    | 22       | 5.88     | 1.66    |
| NPB：5年  | NPB：5年  | 149   | 0     | 0     | 0     | 0        | 8     | 7     | 15       | 2           | .533  | 725   | 168.2    | 159      | 25          | 75       | 0     | 2        | 190      | 14    | 0        | 82    | 78       | 4.16     | 1.39    |
| CPBL：2年 | CPBL：2年 | 31    | 30    | 3     | 0     | 0        | 10    | 12    | 1        | 0           | .455  | 750   | 171.2    | 195      | 7           | 42       | 1     | 8        | 114      | 12    | 2        | 96    | 63       | 3.30     | 1.38    |

### 独立リーグでの投手成績
以下の数値は四国アイランドリーグplusウェブサイトの年度別個人成績による。
| 年 度     | 球 団     | 防 御 率 | 登 板 | 勝 利 | 敗 戦 | セ 丨 ブ | 完 投 | 完 封 | 無 四 球 | 投 球 回 | 打 者 | 被 安 打 | 被 本 塁 打 | 奪 三 振 | 与 四 球 | 与 死 球 | 失 点 | 自 責 点 |
| --------- | --------- | -------- | ----- | ----- | ----- | -------- | ----- | ----- | -------- | -------- | ----- | -------- | ----------- | -------- | -------- | -------- | ----- | -------- |
| 2008      | 長崎      | 3.42     | 12    | 4     | 5     | 0        | 0     | 0     | 0        | 52.2     | 225   | 50       | 0           | 33       | 14       | 9        | 25    | 20       |
| 通算：1年 | 通算：1年 | 3.42     | 12    | 4     | 5     | 0        | 0     | 0     | 0        | 52.2     | 225   | 50       | 0           | 33       | 14       | 9        | 25    | 20       |

### 表彰
CPBL
- 月間MVP：1回 （投手部門：2007年4月）

### 記録
NPB
- 初登板：2001年5月26日、対千葉ロッテマリーンズ8回戦（東京ドーム）、7回表に4番手で救援登板、2回無失点
- 初奪三振：2001年5月29日、対大阪近鉄バファローズ10回戦（東京ドーム）、9回表に北川博敏から
- 初勝利：2001年8月4日、対福岡ダイエーホークス20回戦（東京ドーム）、8回表に3番手で救援登板・完了、2回無失点
- 初セーブ：2001年8月31日、対大阪近鉄バファローズ25回戦（東京ドーム）、8回表1死に3番手で救援登板・完了、1回2/3無失点

### 背番号
- 14 （2001年 - 2006年）
- 22 （2007年 - 2008年途中）
- 18 （2008年途中 - 同年終了）